# Lewis B. Schwellenbach
Lewis Baxter Schwellenbach, né le 20 septembre 1894 à Superior (Wisconsin) et mort le 10 juin 1948 à Washington (district de Columbia), est un homme politique américain. Membre du Parti démocrate, il est sénateur de l'État de Washington entre 1935 et 1940 puis secrétaire au Travail entre 1945 et 1948 dans l'administration du président Harry S. Truman.

## Source
- (en) Cet article est partiellement ou en totalité issu de l’article de Wikipédia en anglais intitulé « Lewis B. Schwellenbach » (voir la liste des auteurs).